# Gaj (Ziemięcice)
Gaj – część wsi Ziemięcice w gminie Zbrosławice, w powiecie tarnogórskim, w województwie śląskim, w Polsce.
W latach 1975–1998 Gaj należał administracyjnie do województwa katowickiego.

## Komunikacja
W Gaju znajduje się przystanek autobusowy ZTM o nazwie Ziemięcice Leśniczówka nż.. Zatrzymują się na nim autobusy kursujące do Tarnowskich Gór, Zbrosławic, Boniowic i Kamieńca.